# Bisdom Corumbá
Het bisdom Corumbá (Latijn: Dioecesis Corumbensis) is een rooms-katholiek bisdom met als zetel Corumbá, in Brazilië. Het bisdom is suffragaan aan het aartsbisdom Campo Grande.

## Geschiedenis
Het bisdom werd opgericht op 10 maart 1910, uit delen van het aartsbisdom Cuiabá, en was suffragaan aan het aartsbisdom Cuiabá. Op 27 november 1978 veranderde het van kerkprovincie en werd suffragaan aan het nieuw verheven aartsbisdom Campo Grande.

## Parochies
Het bisdom had in 2021 een oppervlakte van 65.062 km2 en telde 123.185 inwoners waarvan 82,6% rooms-katholiek was.

## Bisschoppen
- Cyrillo de Paula Freitas (13 maart 1911 - 8 februari 1918)
- Helvécio Gomes de Oliveira (15 februari 1918 - 18 juni 1918)
- José Maurício da Rocha (10 maart 1919 - 4 februari 1927)
- Antônio de Almeida Lustosa (17 december 1928 - 10 juli 1931)
- Vicente Bartolomeu Maria Priante (13 mei 1933 - 4 december 1944)
- Orlando Chaves (29 februari 1948 - 18 december 1956)
- Ladislau Paz (28 november 1957 - 5 juli 1978; hulpbisschop sinds 21 juli 1955)
- Onofre Cândido Rosa (5 juli 1978 - 16 februari 1981; coadjutor sinds 1 december 1977)
- Vitório Pavanello (26 november 1981 - 26 november 1984)
- Pedro Fré (28 oktober 1985 - 2 december 1989)
- José Alves da Costa (8 mei 1991 - 21 juli 1999)
- Mílton Antônio dos Santos (31 mei 2000 - 4 juni 2003)
- Segismundo Martínez Álvarez (7 december 2004 - 19 december 2018)
- João Aparecido Bergamasco (19 december 2018 - 4 oktober 2023)
- sedisvacatie

Campo Grande (aartsbisdom) · Corumbá · Coxim · Dourados · Jardim · Naviraí · Três Lagoas